# Henk van der Waal
Henk van der Waal (Hilversum, 1960) is een Nederlandse dichter.
Hij studeerde filosofie aan de Universiteit van Amsterdam en aan de Universiteit van Parijs.
In 1995 verscheen zijn debuutbundel De windsels van de sfinx, waarvoor hij de C. Buddingh'-prijs ontving. Zijn gedichten verschenen in de literaire tijdschriften Optima, De Revisor en Parmentier. Hij vertaalde werk van Julia Kristeva, Maurice Blanchot, Jean-François Lyotard en Paul Auster.
- Bibliothèque nationale de France: cb12204703q (data)
- Digitale Bibliotheek voor de Nederlandse Letteren: waal001
- Gemeinsame Normdatei: 141470941
- International Standard Name Identifier: 0000 0000 4910 7600
- Library of Congress Control Number: nr96007371
- Nederlandse Thesaurus van Auteursnamen: 074115537
- Système universitaire de documentation: 030679028
- Virtual International Authority File: 41887718
- WorldCat: E39PBJgMwRTTrgPpkdHVWwDyVC